# Вільягарсія-де-ла-Торре
Вільягарсія-де-ла-Торре (ісп. Villagarcía de la Torre) — муніципалітет в Іспанії, у складі автономної спільноти Естремадура, у провінції Бадахос. Населення — 981 особа (2010).
Муніципалітет розташований на відстані близько 310 км на південний захід від Мадрида, 100 км на південний схід від Бадахоса.

## Демографія
Динаміка населення (INE ):

## Галерея зображень

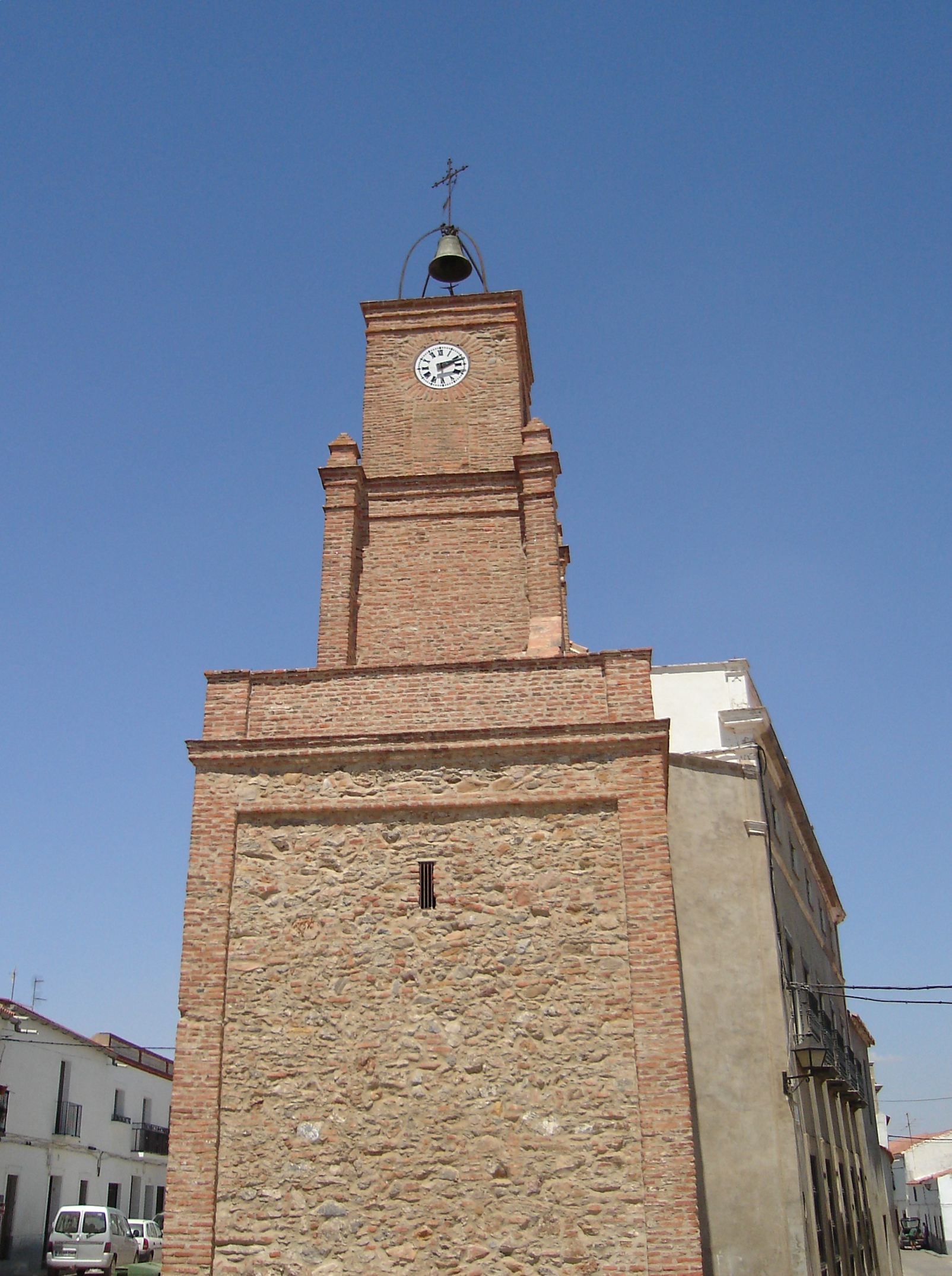
Годинникова вежа, Пласа-де-Еспанья
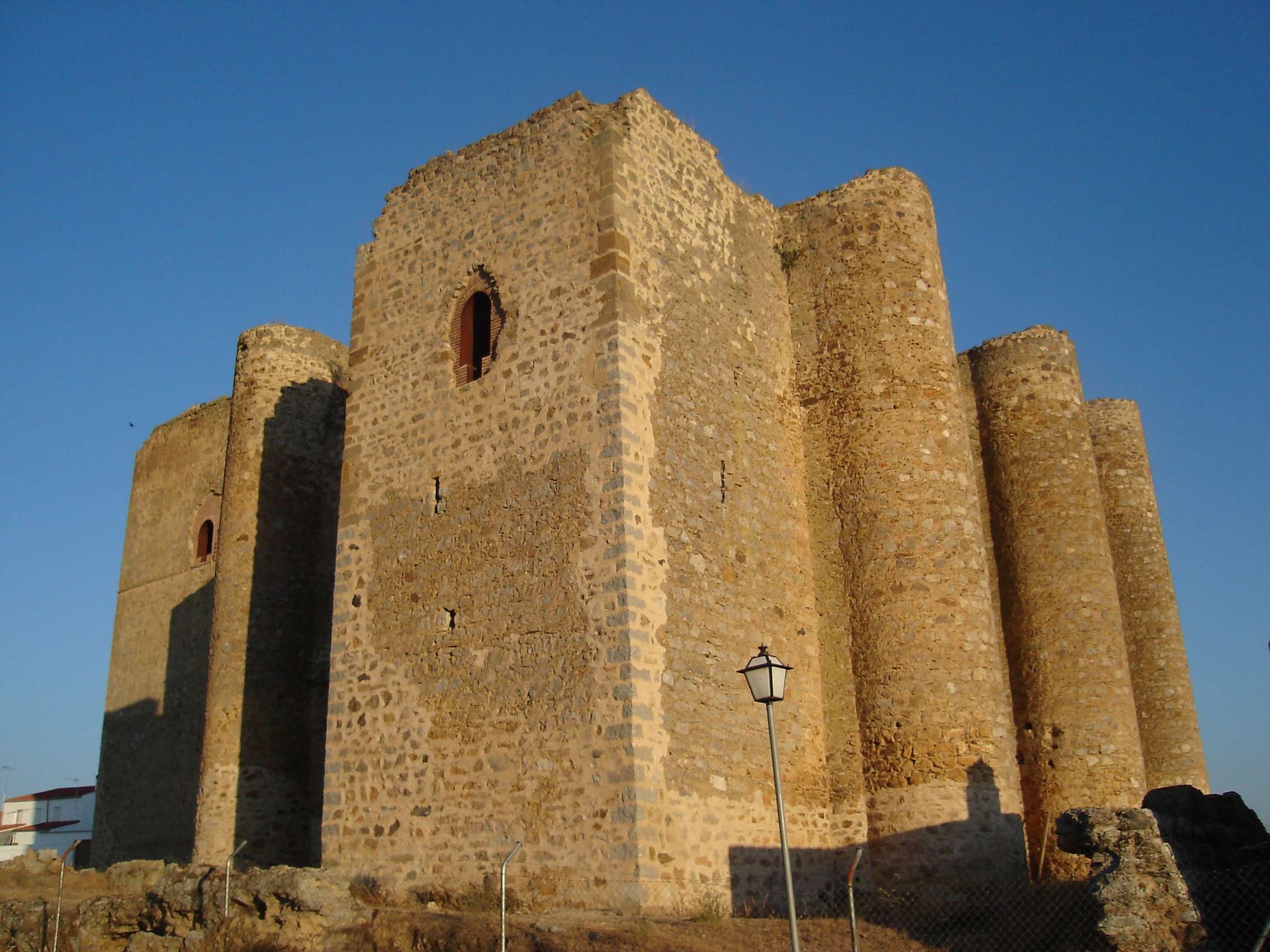
Замок у Вільягарсії
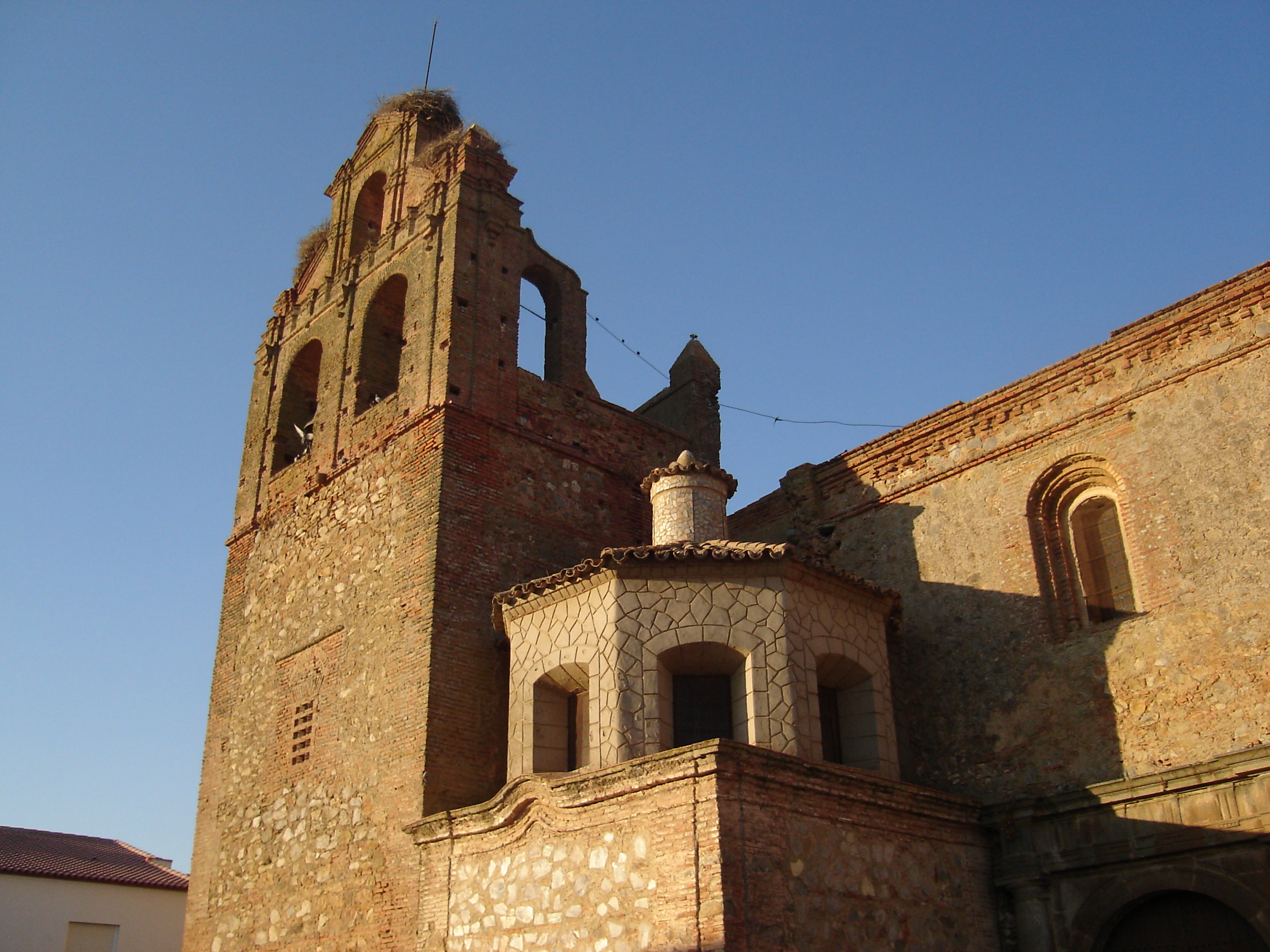
Церква Нуестра-Сеньйора-де-Араселі